# Bracon illyricus
Bracon illyricus är en stekelart som beskrevs av Marshall 1888. Bracon illyricus ingår i släktet Bracon och familjen bracksteklar. Utöver nominatformen finns också underarten B. i. dalmaticus.